# سیجی ماتسوناگا
سیجی ماتسوناگا (انگلیسی: Seiji Matsunaga؛ زادهٔ ۱۷ اوت ۱۹۵۴) کشتی‌گیر اهل ژاپن بود.